# Der Student von Wittenberg
Der Student von Wittenberg ist eine Novelle von Wilhelm Raabe, die im Winter 1854/1855 entstand und 1857 in Westermanns Monatsheften erschien. Adolf Glaser hatte um einen Beitrag für die Zeitschrift gebeten. Die Publikation ist der Beginn der Zusammenarbeit Raabes mit George Westermann. Die Buchausgabe kam 1859 bei Ernst Schotte in Berlin heraus. Die Raabe-Forscher Fehse, Oppermann und Fuld sind sich einig – der Text ist als die erste Prosaarbeit des jungen Autors anzusehen.

## Inhalt
Anno 1559 schlägt der Scholar Paulus Halsinger den Gästen in einer Schenke – irgendwo zwischen Mansfeld und Magdeburg – die Zither. Paulus stammt aus Osterwieck. Die Eltern sind verstorben. Paulus, Student der Medizin, war von der Universität Wittenberg relegiert worden und hatte auch in Leipzig studiert.
In Magdeburg dann lauscht Paulus dem betörenden Gesang und Harfenspiel einer schönen jungen Fremden und verfällt ihrem Zauber. Die Angebetete heißt Felicia und ist die Tochter des italienischen Goldschmieds Malco Guarnieri. Die Magdeburger, meistens Lutheraner, halten den Katholiken Guarnieri für einen Zauberer und Goldmacher. Als die Magdeburger Schmiedegesellen aufbegehren, gerät der Italiener zusammen mit seiner Tochter auf offener Straße in einen Tumult. Paulus rettet die zwei Fremden mit Unterstützung seines wehrhaften Onkels Lamprecht Beltzer, eines trunksüchtigen Söldnerführers. Felicia bedankt sich in Anwesenheit ihres Vaters bei dem linkischen Paulus. Im Scherz verweist der Goldschmied auf Felicias Verlobten Lucio in Florenz: Was der wohl sagen würde, wenn er das sähe!
Paulus gesteht Felicia seine Liebe und wird zurückgewiesen. Lamprecht Beltzer will den lieben Neffen Paulus aus den Fängen der „Teufelshexe“ Felicia erretten und dringt mit seinen Söldnern gegen das Haus des Goldschmieds vor. Paulus, verblendet, stellt sich in seiner „Liebeswut“ den Angreifern entgegen und erschlägt den Onkel. Paulus, der Student von Wittenberg, spricht sein eigenes Todesurteil, als er den vordringenden Lutheranern ins Gesicht schreit, Luther sei ein „Teufelsdiener“. Paulus kommt bei dem Angriff zusammen mit den beiden Italienern um.

## Form
Der Magdeburger Rektor Georg Rollenhagen erzählt die Geschichte des Studenten Paulus Halsinger. Der Schulmann Rollenhagen ist dem Raabe-Leser aus „Eine Grabrede aus dem Jahre 1609“ bekannt.
Eingangs zitiert Raabe sechs Verse aus „Dem armen Heinrich“ des Hartmann von Aue und zeichnet damit das Ende des Protagonisten vor:
„sin swebendez herze daz verswanc,
sin swimmendiu vreude ertranc,
…
ein swinde vinster donerslac
zebrach im sinen mitten tac,
ein trüebez wolken unde dic
bedahte im siner sunnen blic“.

## Rezeption
- Nach Brandes diente „Der Student von Salamanca“ aus Washington Irvings „Bracebridge Hall“ als Vorlage.[7]
- Meyen[8] nennt acht Besprechungen aus den Jahren 1860 bis 1938.

## Ausgaben

### Erstausgabe
- Halb Mähr, halb mehr! Erzählungen, Skizzen und Reime von Wilhelm Raabe. 177 Seiten. Ernst Schotte, Berlin 1859 (Der Weg zum Lachen. Der Student von Wittenberg. Weihnachtsgeister. Lorenz Scheibenhart. Einer aus der Menge)

### Verwendete Ausgabe
- Der Student von Wittenberg. S. 243–277. Mit einem Anhang, verfasst von Hans Oppermann und Eberhard Rohse, S. 559–569 in Karl Hoppe (Bearb.), Hans Oppermann (Bearb.): Die Kinder von Finkenrode. Der Weg zum Lachen. Der Student von Wittenberg. Weihnachtsgeister. Lorenz Scheibenhart. Einer aus der Menge. Die alte Universität. Der Junker von Denow. Aus dem Lebensbuch des Schulmeisterleins Michel Haas. Wer kann es wenden? Vandenhoeck & Ruprecht, Göttingen 1992. Bd. 2 (2. Aufl., besorgt von Eberhard Rohse), ISBN 3-525-20164-8 in Karl Hoppe (Hrsg.), Jost Schillemeit (Hrsg.), Hans Oppermann (Hrsg.), Kurt Schreinert (Hrsg.): Wilhelm Raabe. Sämtliche Werke. Braunschweiger Ausgabe. 24 Bde.